# Golden Globe Awards 1962
Die 19. Verleihung der Golden Globe Awards fand am 5. März 1962 statt.

## Preisträger und Nominierungen

### Bester Film – Drama
Die Kanonen von Navarone (The Guns of Navarone) – Regie: J. Lee Thompson
- Urteil von Nürnberg (Judgment at Nuremberg) – Regie: Stanley Kramer
- El Cid – Regie: Anthony Mann
- Fanny – Regie: Joshua Logan
- Fieber im Blut (Splendor in the Grass) – Regie: Elia Kazan

### Bester Film – Komödie
1000 Meilen bis Yokohama (A Majority of One) – Regie: Mervyn LeRoy
- Die unteren Zehntausend (Pocketful of Miracles) – Regie: Frank Capra
- Die Vermählung ihrer Eltern geben bekannt (The Parent Trap) – Regie: David Swift
- Eins, zwei, drei (One, Two, Three) – Regie: Billy Wilder
- Frühstück bei Tiffany (Breakfast at Tiffany’s) – Regie: Blake Edwards

### Bester Film – Musical
West Side Story – Regie: Jerome Robbins, Robert Wise
- Aufruhr im Spielzeugland (Babes in Toyland) – Regie: Jack Donohue
- Mandelaugen und Lotosblüten (Flower Drum Song) – Regie: Henry Koster

### Bester Film zur Förderung der Völkerverständigung
1000 Meilen bis Yokohama (A Majority of One) – Regie: Mervyn LeRoy
- Urteil von Nürnberg (Judgment at Nuremberg) – Regie: Stanley Kramer
- Die Brücke zur Sonne (Bridge to the Sun) – Regie: Étienne Périer

### Beste Regie
Stanley Kramer – Urteil von Nürnberg (Judgment at Nuremberg)
- Anthony Mann – El Cid
- Jerome Robbins, Robert Wise – West Side Story
- J. Lee Thompson – Die Kanonen von Navarone (The Guns of Navarone)
- William Wyler – Infam (The Children’s Hour)

### Bester Hauptdarsteller – Drama
Maximilian Schell – Urteil von Nürnberg (Judgment at Nuremberg)
- Warren Beatty – Fieber im Blut (Splendor in the Grass)
- Maurice Chevalier – Fanny
- Paul Newman – Haie der Großstadt (The Hustler)
- Sidney Poitier – Ein Fleck in der Sonne (A Raisin in the Sun)

### Beste Hauptdarstellerin – Drama
Geraldine Page – Sommer und Rauch (Summer and Smoke)
- Leslie Caron – Fanny
- Shirley MacLaine – Infam (The Children’s Hour)
- Claudia McNeil – Ein Fleck in der Sonne (A Raisin in the Sun)
- Natalie Wood – Fieber im Blut (Splendor in the Grass)

### Bester Hauptdarsteller – Musical/Komödie
Glenn Ford – Die unteren Zehntausend (Pocketful of Miracles)
- Fred Astaire – In angenehmer Gesellschaft (The Pleasure of his Company)
- Richard Beymer – West Side Story
- Bob Hope – Junggeselle im Paradies (Bachelor in Paradise)
- Fred MacMurray – Der fliegende Pauker (The Absent-Minded Professor)

### Beste Hauptdarstellerin – Musical/Komödie
Rosalind Russell – 1000 Meilen bis Yokohama (A Majority of One)
- Bette Davis – Die unteren Zehntausend (Pocketful of Miracles)
- Audrey Hepburn – Frühstück bei Tiffany (Breakfast at Tiffany’s)
- Hayley Mills – Die Vermählung ihrer Eltern geben bekannt (The Parent Trap)
- Miyoshi Umeki – Mandelaugen und Lotosblüten (Flower Drum Song)

### Bester Nebendarsteller
George Chakiris – West Side Story
- Montgomery Clift – Urteil von Nürnberg (Judgment at Nuremberg)
- Jackie Gleason – Haie der Großstadt (The Hustler)
- Tony Randall – Ein Pyjama für zwei (Lover Come Back)
- George C. Scott – Haie der Großstadt (The Hustler)

### Beste Nebendarstellerin
Rita Moreno – West Side Story
- Fay Bainter – Infam (The Children’s Hour)
- Judy Garland – Urteil von Nürnberg (Judgment at Nuremberg)
- Lotte Lenya – Der römische Frühling der Mrs. Stone (The Roman Spring of Mrs. Stone)
- Pamela Tiffin – Eins, zwei, drei (One, Two, Three)

### Bester Newcomer des Jahres
Warren Beatty – Fieber im Blut (Splendor in the Grass)

Bobby Darin – Happy-End im September (Come September)
- Richard Beymer – West Side Story
- George Chakiris – West Side Story
- George C. Scott – Haie der Großstadt (The Hustler)

### Beste Newcomerin des Jahres
Jane Fonda – Je länger – je lieber (Tall Story)

Christine Kaufmann – Stadt ohne Mitleid (Town Without Pity)

Ann-Margret Olsson – Die unteren Zehntausend (Pocketful of Miracles)
- Pamela Tiffin – Sommer und Rauch (Summer and Smoke)
- Cordula Trantow – Hitler

### Beste Filmmusik
Dimitri Tiomkin – Die Kanonen von Navarone (The Guns of Navarone)
- Miklós Rózsa – El Cid
- Harold Rome – Fanny
- Miklós Rózsa – König der Könige (King of Kings)
- Elmer Bernstein – Sommer und Rauch (Summer and Smoke)

### Bester Filmsong
"Town Without Pity" aus Stadt ohne Mitleid (Town Without Pity) – Dimitri Tiomkin, Ned Washington

### Silver Globe (Bester englischsprachiger internationaler Film)
Gebrandmarkt (The Mark)  – Großbritannien

### Samuel Goldwyn Award (Bester fremdsprachiger Film)
Und dennoch leben sie (La Ciociara), Italien – Regie: Vittoria De Sica
- Ánimas Trujano (El hombre importante), Mexiko – Regie: Ismael Rodríguez
- Der brave Soldat Schwejk, Deutschland – Regie: Axel von Ambesser

### Beste TV-Show
Meine drei Söhne (My three sons) 

What's My Line?

### Bester TV-Darsteller
John Charles Daly

Bob Newhart

### Beste TV-Darstellerin
Pauline Fredericks

### Cecil B. DeMille Award
Judy Garland

### Henrietta Award (Weltstar männlich)
Charlton Heston

### Henrietta Award (Weltstar weiblich)
Marilyn Monroe

### Special Merit Award
Samuel Bronston – El Cid

### Special Journalistic Merit Award
Army Archerd (Daily Variety)

Mike Connolly